# Les Comuneros Padilla, Bravo et Maldonado sur l'échafaud
Les Comuneros Padilla, Bravo et Maldonado sur l’échafaud (en espagnol : Los Comuneros, Padilla, Bravo y Maldonado en el Patíbulo), également appelé Exécution des Comuneros de Castille (en espagnol : Ejecución de los Comuneros de Castilla), est un tableau peint par Antonio Gisbert en 1860.

## Présentation
Le tableau fut réalisé par Antonio Gisbert, futur directeur du musée du Prado entre 1868 et 1873, en 1860 quand il avait 26 ans.
Il représente l'exécution le 24 avril 1521 des comuneros Juan de Padilla, Juan Bravo et Francisco Maldonado, après leur défaite à la bataille de Villalar lors de Guerre des Communautés de Castille.
Le tableau gagna le premier prix à l'Exposition nationale des beaux-arts de 1860.
Il est situé au 1er étage du Palais des Cortes de Madrid dans la galerie des portraits des présidents.
En 2014, une réplique est prêtée au musée des beaux-arts de Lyon dans le cadre de l'exposition « L'invention du Passé. Histoires de cœur et d'épée 1802-1850 ».